# Lübbenow
Lübbenow è una frazione del comune tedesco di Uckerland, nel Brandeburgo.

## Storia
Il 31 dicembre 2001 il comune di Lübbenow venne fuso con i comuni di Fahrenholz, Güterberg, Jagow, Lemmersdorf, Milow, Nechlin, Trebenow, Wilsickow, Wismar e Wolfshagen, formando il nuovo comune di Uckerland.

## Amministrazione
La frazione di Lübbenow è governata da un consiglio locale (Ortsbeirat) composto di 3 membri.